# Here Comes Mr. Zerk
Here Comes Mr. Zerk è un cortometraggio statunitense del 1943, diretto da Jules White.

## Trama
Un importante quotidiano riporta le fotografie di Egbert Slipp, noto scienziato, e del pericoloso maniaco Oscar B. Zerk, appena evaso: ma le didascalie sono scambiate fra loro. Di conseguenza Egbert, che si sta recando al matrimonio con la sua futura sposa Josephine, viene scambiato per l’evaso da diverse persone, tra cui lo stesso padre di Josephine, che non aveva conosciuto Egbert in precedenza. A Egbert non rimane che fuggire, e trova accoglienza sulla vettura di un automobilista compassionevole, che non è altri che Zerk.